# Castiarina aquila
Castiarina aquila es una especie de escarabajo del género Castiarina, familia Buprestidae. Fue descrita científicamente por Barker en 1980.